# エリー・ケンパー
エリー・ケンパー（Ellie Kemper, 1980年5月2日 - ）は、アメリカ合衆国出身の女優、脚本家、コメディアンである。コメディドラマシリーズ『The Office』で最もよく知られ、2015年からはNetflixのコメディシリーズ『アンブレイカブル・キミー・シュミット』で主演を務める。

## 人物
ケンパーはカンザス・シティーでも指折りの富豪の家の四人兄弟の二番目の子として生まれた。祖父はセントルイスのワシントン大学の博物館に名を残す人物であり、父はケンパー家が創立した銀行持ち株会社の会長である。妹は脚本家のキャリー・ケンパーであり、キャリーにはイタリア、イギリス、そしてドイツの血が流れている.。
ケンパーが5歳の時、一家はセントルイスに引っ越した。セントルイスで高校まで過ごして演劇を始め、プリンストン大学 に進学し、フィールドホッケー・クラブに入ったが97%はベンチで過ごした。演劇に集中するためにクラブはやめ、2002年に英語の学位をとって卒業し、一年間オックスフォード大学で英語を学んだ。
卒業後はCMやコメディ舞台、テレビ番組へのゲスト出演を重ね、コメディの脚本を執筆した。2009年からはコメディドラマシリーズ『The Office』のレギュラーとなってブレイクし、2013年の終了時まで出演した。
2015年からはNetflixのコメディ・シリーズ『アンブレイカブル・キミー・シュミット』で主演を務めている。
2015年夏には一時的にトゥデイ (テレビ番組)のMCに加わった。

### 私生活
ローマ・カトリックであり、2012年には脚本家のマイケル・コーマンと結婚した。

## 出演作品

### 映画
| 公開年 | 邦題 原題                                                      | 役名                 | 備考           |
| ------ | -------------------------------------------------------------- | -------------------- | -------------- |
| 2010   | 伝説のロックスター再生計画! Get Him to the Greek               | Pinnacle Executive   |                |
| 2010   | SOMEWHERE Somewhere                                            | クレール             |                |
| 2011   | ブライズメイズ 史上最悪のウェディングプラン Bridesmaids        | ベッカ               |                |
| 2012   | 21ジャンプストリート 21 Jump Street                            | グリッグス先生       |                |
| 2013   | 泥棒は幸せのはじまり Identity Thief                            | フロ                 | クレジット無し |
| 2014   | アラサー女子の恋愛事情 Laggies                                 | アリソン             | 劇場未公開     |
| 2014   | SEXテープ Sex Tape                                             | テス                 |                |
| 2016   | ペット The Secret Life of Pets                                 | ケイティ             | 声の出演       |
| 2017   | レゴバットマン ザ・ムービー The Lego Batman Movie              | フィリス             | 声の出演       |
| 2017   | スマーフ スマーフェットと秘密の大冒険 Smurfs: The Lost Village | スマーフ・ブロッサム | 声の出演       |
| 2019   | ペット2 The Secret Life of Pets 2                              | ケイティ             | 声の出演       |
| 2020   | We Bare Bears: The Movie                                       | Produce Lucy         | 声の出演       |
| 2020   | 私の人生、代役に頼んでみた The Stand In                        | ジェナ・ジョーンズ   |                |
| 2021   | ホーム・スイート・ホーム・アローン Home Sweet Home Alone       | パム                 |                |
| 2023   | 初心者のための幸せガイド Happiness for Beginners               | ヘレン               | Netflix映画    |

### テレビ
| 放映年    | 邦題 原題                                                      | 役名                   | 備考                                                              |
| --------- | -------------------------------------------------------------- | ---------------------- | ----------------------------------------------------------------- |
| 2009-2013 | ザ・オフィス The Office                                        | ケリー・エリー・ハノン | 107エピソード                                                     |
| 2012      | NTSF:SD:SUV::                                                  | フィッツパトリック     | シーズン2 第6話 "Whack-a-Mole"                                    |
| 2013-2016 | ちいさなプリンセス ソフィア Sofia the First                    | クラックル             | 7エピソード 声の出演                                              |
| 2014      | アメリカン・ダッド American Dad!                               | ジェナ                 | シーズン10 第12話 "Introducing the Naughty Stewardesses" 声の出演 |
| 2015-2019 | アンブレイカブル・キミー・シュミット Unbreakable Kimmy Schmidt | キミー・シュミット     | 主演 51 エピソード                                                |
| 2015-2017 | ぼくらベアベアーズ We Bare Bears                               | ルーシー               | 3エピソード 声の出演                                              |
| 2016      | アニマルズ Animals                                             | Princess               | シーズン1 第4話 "Dogs." 声の出演                                  |